# 埃芬根

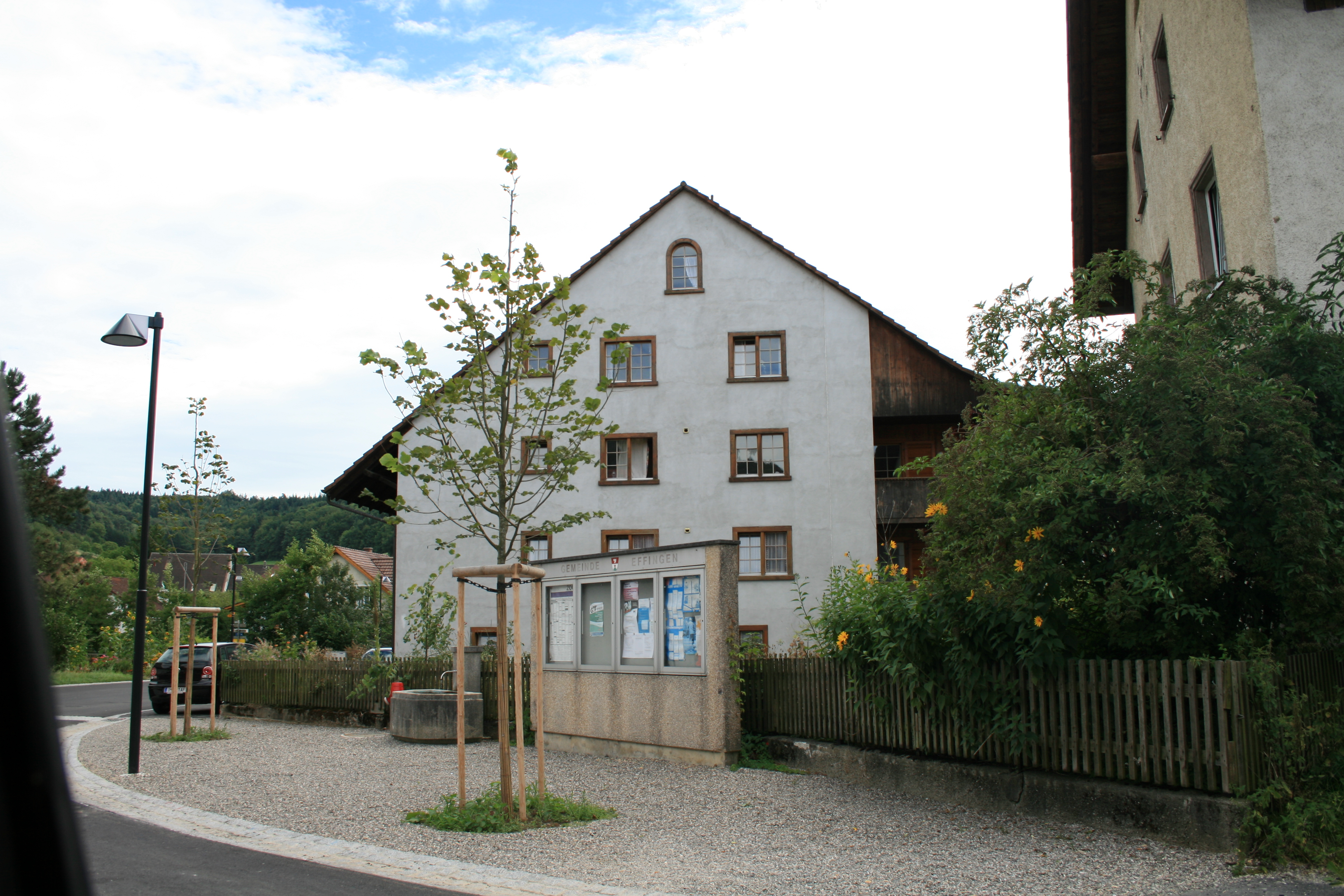

埃芬根是瑞士的城鎮，位於該國北部，由阿爾高州負責管轄，面積6.85平方公里，海拔高度432米，2012年人口598，五成半人口信奉基督教，人口密度每平方公里87人。